# 玄武门 (南京)

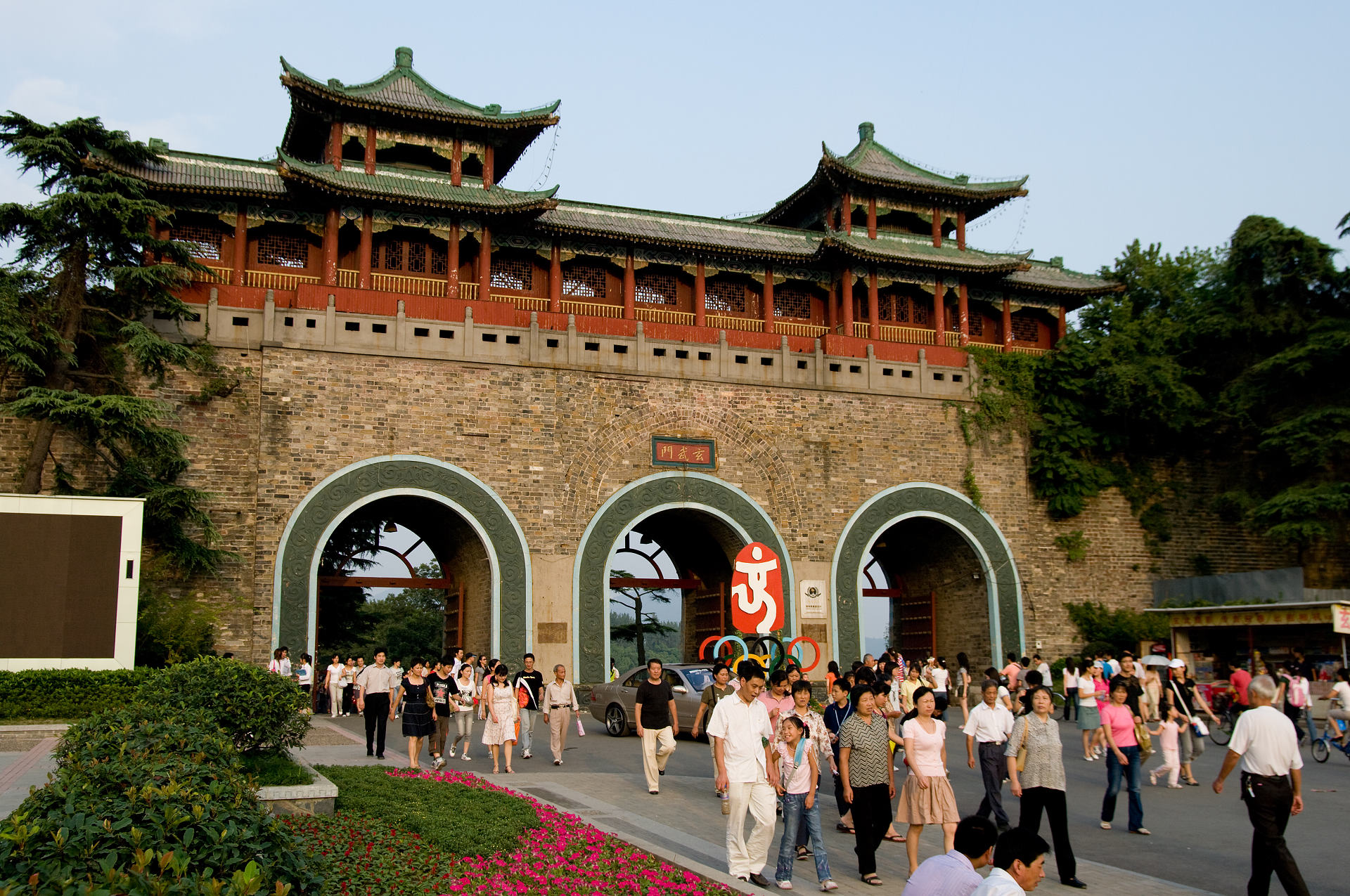
玄武门

玄武门是南京明城墙的城门，现为玄武湖公园大门。1910年两江总督端方筹办南洋劝业会，为了给中外宾客提供休闲场所，增加游览景点，方便游览玄武湖，决定新辟城门通向玄武湖，并将玄武湖辟为“五洲公园”对外开放，后由继任总督张人骏负责，因张人骏籍贯河北丰润，故命名为“丰润门”，1928年7月更名为玄武门并沿用至今。刚辟时为单孔券门.次年，由蔡元培题写门额，1934年玄武门改建为三孔券门。

## 扩展阅读
- 百年玄武门曾有三个“别名”[]

1. ↑  . 江苏省地方志.